# Axonyina
Los axoniinos (Axonyina) son una subtribu de coleópteros adéfagos perteneciente a la familia Carabidae. 

## Géneros
Tiene los siguientes géneros:
- Axonya
- Broscodes
- Rawlinsius